# مايكل كاريراس
مايكل كاريراس (بالإنجليزية: Michael Carreras)‏ (و. 1927 – 1994 م) هو مخرج أفلام، وكاتب سيناريو، ومنتج أفلام بريطاني، ولد في لندن، توفي في لندن، عن عمر يناهز 67 عاماً.

## وصلات خارجية
- مايكل كاريراس على موقع IMDb (الإنجليزية)
- مايكل كاريراس على موقع ألو سيني (الفرنسية)
- مايكل كاريراس على موقع أول موفي (الإنجليزية)
- مايكل كاريراس على موقع قاعدة بيانات الأفلام السويدية (السويدية)
- مايكل كاريراس على موقع قاعدة بيانات الفيلم (الإنجليزية)
- مايكل كاريراس على موقع كينوبويسك (الروسية)